# Bouilland
Bouilland és un municipi francès, situat al departament de la Costa d'Or i a la regió de Borgonya - Franc Comtat. L'any 2007 tenia 193 habitants.

## Demografia

### Població
El 2007 la població de fet de Bouilland era de 193 persones. Hi havia 77 famílies, de les quals 24 eren unipersonals (8 homes vivint sols i 16 dones vivint soles), 16 parelles sense fills, 25 parelles amb fills i 12 famílies monoparentals amb fills.
La població ha evolucionat segons el següent gràfic:
Habitants censats

### Habitatges
El 2007 hi havia 152 habitatges, 83 eren l'habitatge principal de la família, 49 eren segones residències i 20 estaven desocupats. 147 eren cases i 5 eren apartaments. Dels 83 habitatges principals, 62 estaven ocupats pels seus propietaris, 16 estaven llogats i ocupats pels llogaters i 5 estaven cedits a títol gratuït; 1 tenia una cambra, 5 en tenien dues, 13 en tenien tres, 25 en tenien quatre i 39 en tenien cinc o més. 61 habitatges disposaven pel capbaix d'una plaça de pàrquing. A 36 habitatges hi havia un automòbil i a 41 n'hi havia dos o més.

### Piràmide de població
La piràmide de població per edats i sexe el 2009 era:
| Homes | Edats   | Dones |
| ----- | ------- | ----- |
| 0     | 95 o +  | 0     |
| 0     | 90 a 94 | 0     |
| 0     | 85 a 89 | 4     |
| 0     | 80 a 84 | 4     |
| 12    | 75 a 79 | 4     |
| 4     | 70 a 74 | 8     |
| 0     | 65 a 69 | 8     |
| 0     | 60 a 64 | 0     |
| 0     | 55 a 59 | 8     |
| 8     | 50 a 54 | 4     |
| 12    | 45 a 49 | 0     |
| 12    | 40 a 44 | 8     |
| 0     | 35 a 39 | 4     |
| 0     | 30 a 34 | 4     |
| 8     | 25 a 29 | 4     |
| 0     | 20 a 24 | 8     |
| 8     | 15 a 19 | 4     |
| 4     | 10 a 14 | 4     |
| 0     | 5 a 9   | 0     |
| 0     | 0 a 4   | 0     |

## Economia
El 2007 la població en edat de treballar era de 121 persones, 103 eren actives i 18 eren inactives. De les 103 persones actives 90 estaven ocupades (50 homes i 40 dones) i 13 estaven aturades (6 homes i 7 dones). De les 18 persones inactives 4 estaven jubilades, 11 estaven estudiant i 3 estaven classificades com a «altres inactius».

### Ingressos
El 2009 a Bouilland hi havia 87 unitats fiscals que integraven 188 persones, la mediana anual d'ingressos fiscals per persona era de 18.422 €.

### Activitats econòmiques
Dels 8 establiments que hi havia el 2007, 2 eren d'empreses de construcció, 1 d'una empresa de comerç i reparació d'automòbils, 3 d'empreses d'hostatgeria i restauració, 1 d'una empresa de serveis i 1 d'una empresa classificada com a «altres activitats de serveis».
Dels 3 establiments de servei als particulars que hi havia el 2009, 1 era una fusteria, 1 lampisteria i 1 restaurant.
L'any 2000 a Bouilland hi havia 4 explotacions agrícoles.

## Poblacions més properes
El següent diagrama mostra les poblacions més properes.